# 新平县 (明朝)
新平县，中国旧县名。
明朝万历十九年（1591年），设置新平县，属临安府。清朝康熙五年（1666年）省新化县入新平县。雍正十年（1732年），属元江府（后降为元江直隶州）。中华民国初年，属滇南道、普洱道。1929年直隶于云南省。1949年后，属玉溪专区、玉溪地区。1980年改为新平彝族傣族自治县。